# Église Saint-Germain de Bretteville-l'Orgueilleuse
Pour les articles homonymes, voir Église Saint-Germain.
L'église Saint-Germain est un édifice catholique situé à Bretteville-l'Orgueilleuse, en France. Elle est inscrite au titre des monuments historiques.

## Localisation
L'église est située dans le département français du Calvados, au sud de l'agglomération de Bretteville-l'Orgueilleuse.

## Architecture
L'édifice est inscrit au titre des monuments historiques depuis le 18 mars 1927.

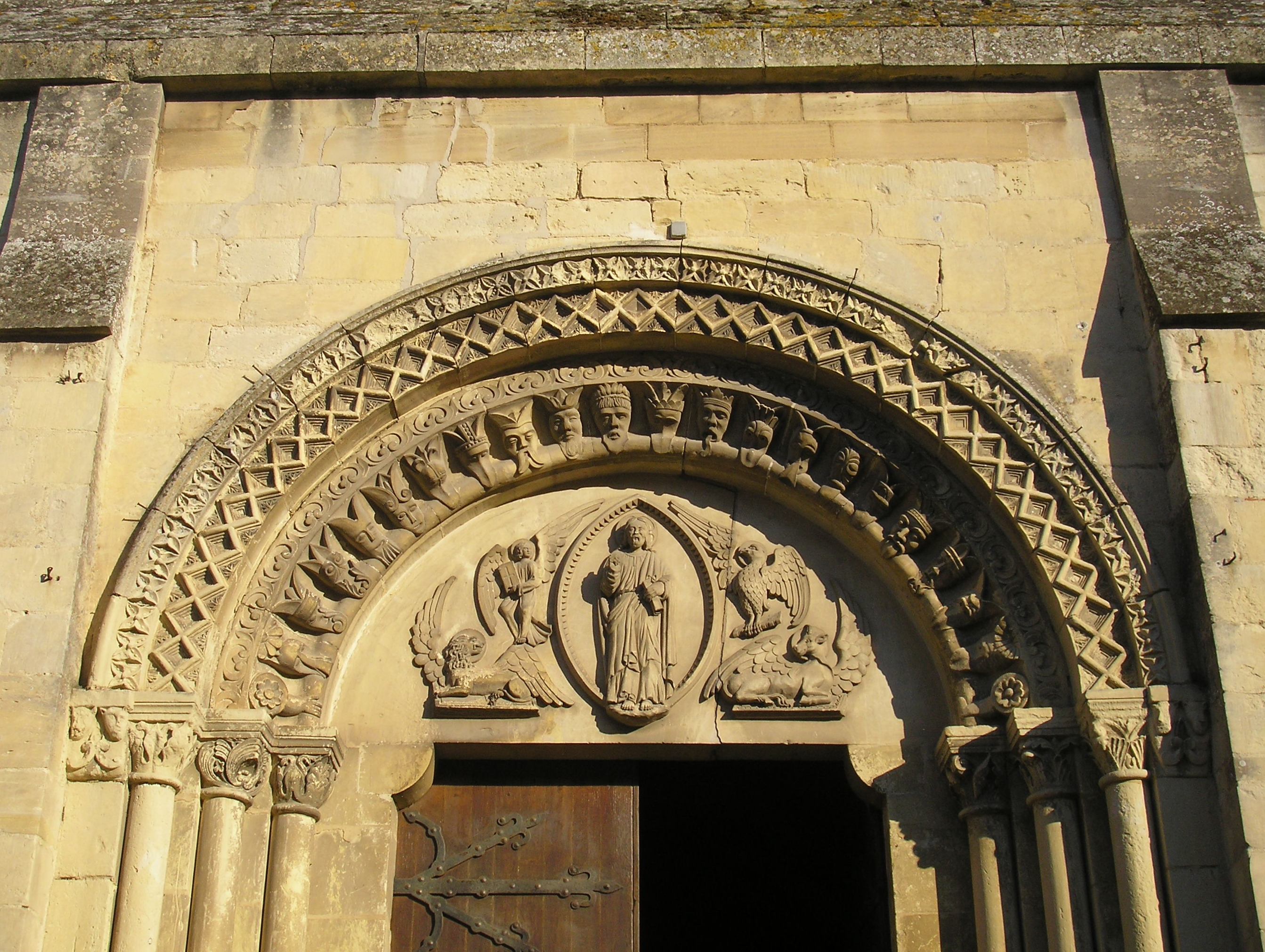
L'archivolte et le tympan du portail occidental.
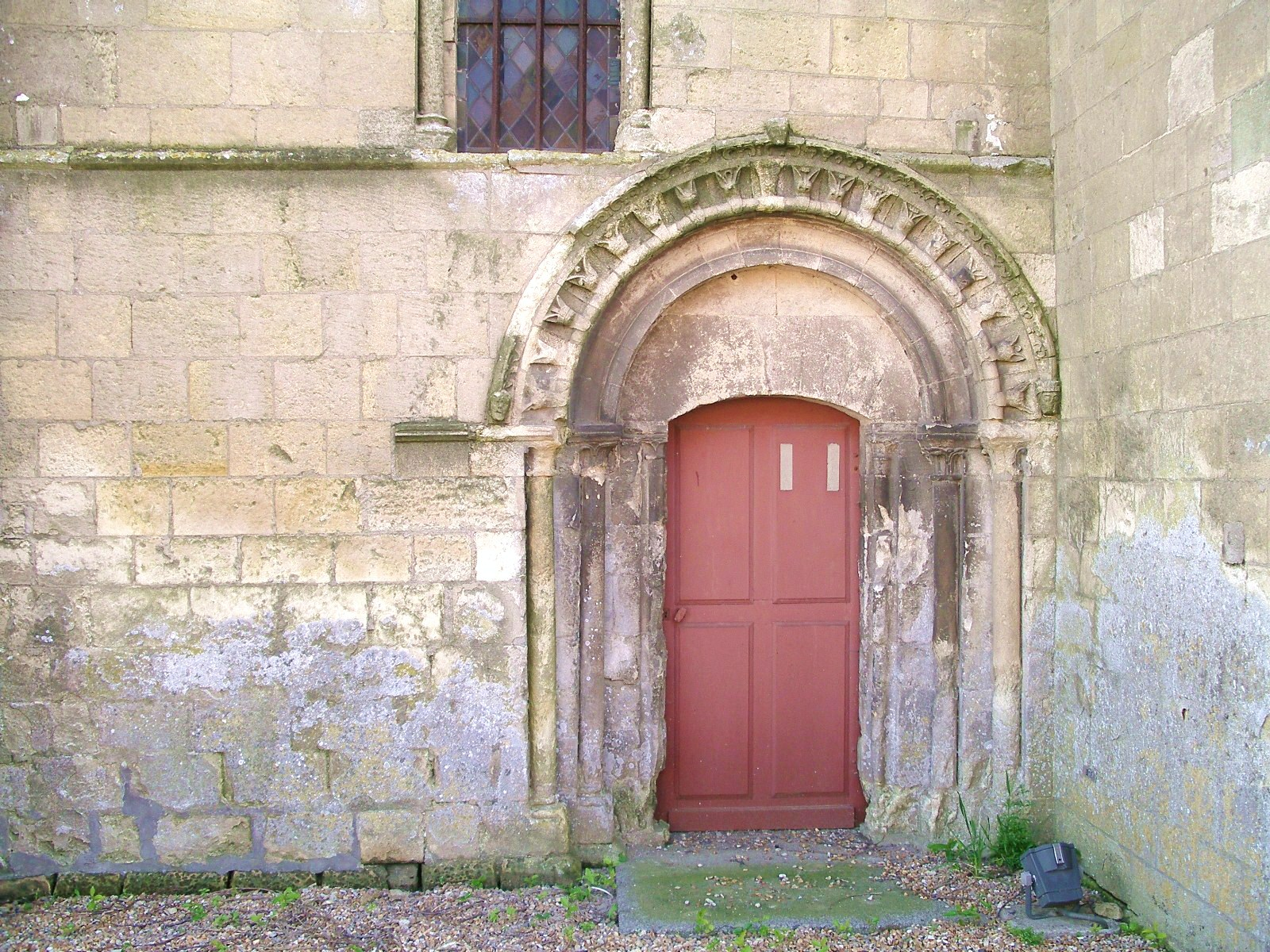
La porte latérale.